# Туреччина на зимових Олімпійських іграх 1976
Туреччина брала участь у Зимових Олімпійських іграх 1976 року в Інсбруку (Австрія) в сьомий раз за свою історію, пропустивши Зимові Олімпійські ігри 1972 року, але не завоювала жодної медалі. Країну представляло 9 спортсменів, які виступали у змаганнях з гірськолижного спорту та лижних гонок.